# Maritta Bauerschmidt
Maritta Bauerschmidt (Waldheim, Alemania, 23 de marzo de 1950) es una gimnasta artística alemana, que compitiendo con Alemania del Este, consiguió ser medallista de bronce olímpica en 1968 en el concurso por equipos.

## Carrera deportiva
En los JJ. OO. de México consigue el bronce en el concurso por equipos, tras la Unión Soviética y Checoslovaquia, siendo sus compañeras: Marianne Noack, Karin Janz, Magdalena Schmidt, Ute Starke y Erika Zuchold.